# Passionless Moments
Pour plus de détails, voir Fiche technique et Distribution.
Passionless Moments est un court métrage australien écrit, produit et réalisé par Jane Campion et Gerard Lee, sorti en 1983.
Il est diffusé au cours du Festival de Cannes 1986 dans la sélection Un certain regard. Il s'agit de la première collaboration entre la réalisatrice Jane Campion et son coscénariste et coréalisateur, Gerard Lee, avant le film Sweetie en 1989 et la série Top of the Lake en 2013.

## Synopsis
Dix histoires de voisinage.

« Il y a un million de ces moments dans votre voisinage ; chacun a une présence fragile qui s'évanouit presque aussitôt qu'elle s'est formée. »

## Fiche technique
- Titre : Passionless Moments
- Réalisation : Jane Campion et Gerard Lee
- Scénario : Jane Campion et Gerard Lee
- Production : Jane Campion et Gerard Lee
- Société de production : Australian Film & Television School
- Photographie : Jane Campion
- Montage : Veronika Jenet
- Pays :  Australie
- Genre : Drame
- Langue : anglais
- Durée : 13 minutes
- Date de sortie : 1983

## Distribution
- David Benton : Ed Tumbury
- Ann Burriman : Gwen Gilbert
- Alan Brown : le voisin
- Sean Callinan : Jim Newbury
- Paul Chubb : Jim Simpson
- Sue Collie : Angela Elliott
- Haedyn Cunningham : Board Member
- Ron Gobert : Board Member
- Elias Ibrahim : Ibrahim Ibrahim
- Paul Melchert : Arnold
- George Nezovic : Gavin Metchalle
- Jamie Pride : Lyndsay Aldridge
- Yves Stening : Shaun

## Distinctions

### Récompenses
- Australian Film Institute Awards 1984 : meilleur film expérimental pour Jane Campion et Gerard Lee

### Nominations
- Festival de Cannes 1986 : sélection « Un certain regard »